# Вольная Беларусь
Вольная Беларусь (Свободная Беларусь) — белорусская общественно-политическая, экономическая и литературная газета национально-демократического направления, которая выходила в Минске с 10 июня 1917 года до ноября 1918.
Главным редактором был Я. Лёсик, издатель — Белорусский национальный комитет, с июля 1917 г. — Общество белорусской культуры. В 1917 г. выходила 2 раза в неделю, в 1918 г. — еженедельно.
В 1917 г. поддерживала идеи Белорусской социалистической громады, выступала за федерализм с Россией, после провозглашения БНР — выступала за независимость.
В газете были опубликованы произведения создателей белорусской литературы: «Залёты» и «Пинская шляхта» Дунина-Мартинкевича в переводе с «пинчуцькои говора», «Пагоня» Максима Богдановича, «Сымон-музыка» и «Новая зямля» Якуба Коласа.
Выходила до захвата Минска отрядами Красной Армии в ноябре 1918 г. По воспоминаниям Лесика, они полностью вынесли из редакции все материалы, в том числе рукописи белорусских писателей, которые были в единственном экземпляре, и все это исчезло без следа.